# Круглянское сельское поселение (Ростовская область)
Круглянское сельское поселение — муниципальное образование в Азовском районе Ростовской области.
Административный центр поселения — село Круглое.

## Административное устройство
В состав Круглянского сельского поселения входят:
- село Круглое,
- село Стефанидинодар.

## Население
| 2010  | 2012  | 2013  | 2014  | 2015  | 2016  | 2017  |
| ----- | ----- | ----- | ----- | ----- | ----- | ----- |
| 3664  | ↘3631 | ↗3677 | ↗3740 | ↗3752 | ↗3777 | ↘3756 |
| 2018  | 2019  | 2020  | 2021  |       |       |       |
| ↘3751 | ↘3712 | ↗3755 | ↗3783 |       |       |       |